# Mlýnský rybník (Běleč nad Orlicí)
Mlýnský rybník (někdy též Bělečský rybník) je vodní plocha nacházející se ve vzdálenosti asi jeden kilometr jihovýchodním směrem od Bělče nad Orlicí. Na jeho břehu zbudoval roku 1807 Jan Hájek svůj mlýn. Stavba byla ovšem později přesunuta do Podorlického skanzenu Krňovice. Po severním a západním břehu nádrže se rozkládá Tábor J. A. Komenského patřící Českobratrské církvi evangelické. V letech 2006 až 2008 proběhla rekonstrukce rybníka spočívající v úpravách koruny hráze, bezpečnostního přelivu a výpustného zařízení celé nádrže.

## Galerie

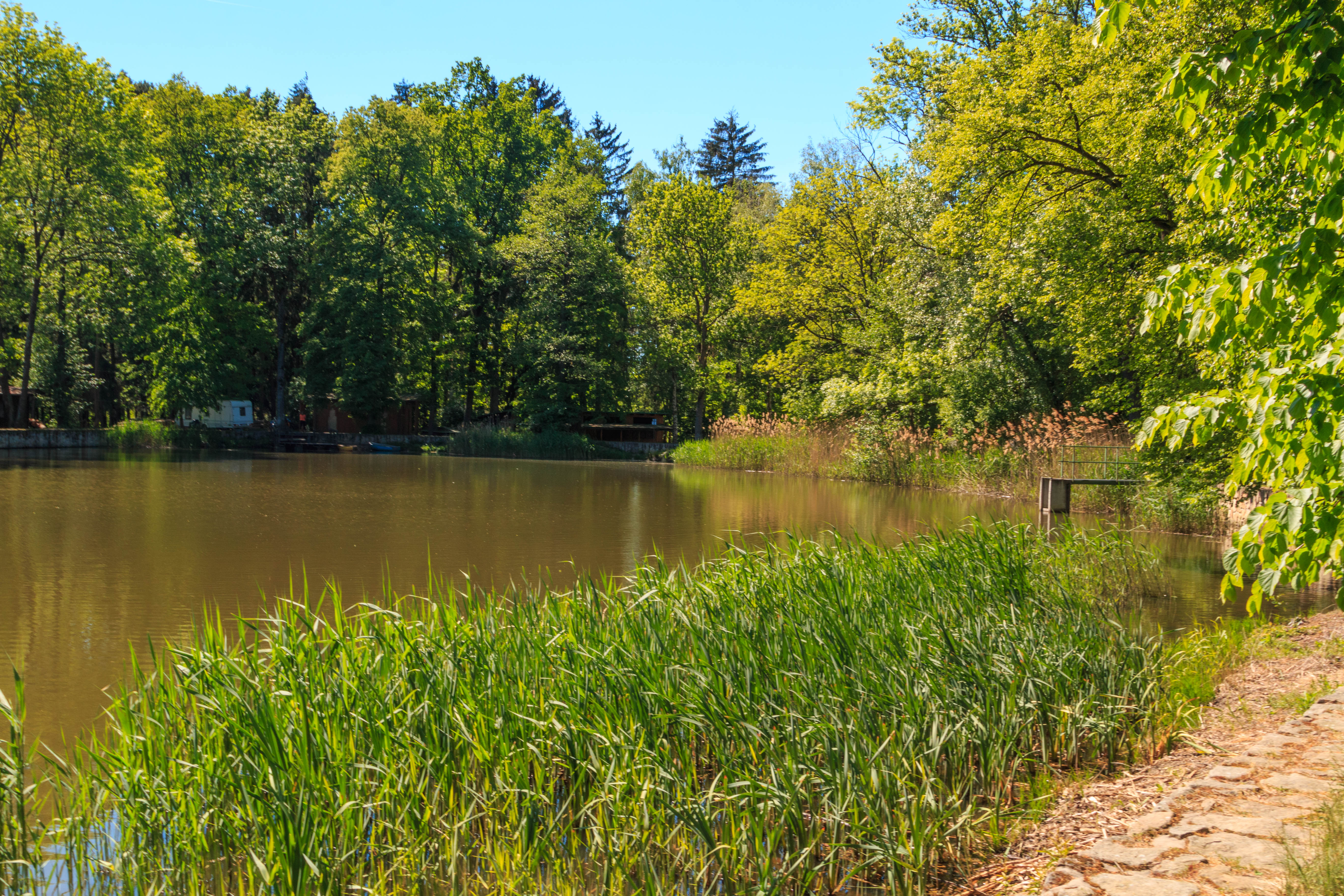
pohled na Mlýnský rybník u Bělečského mlýna
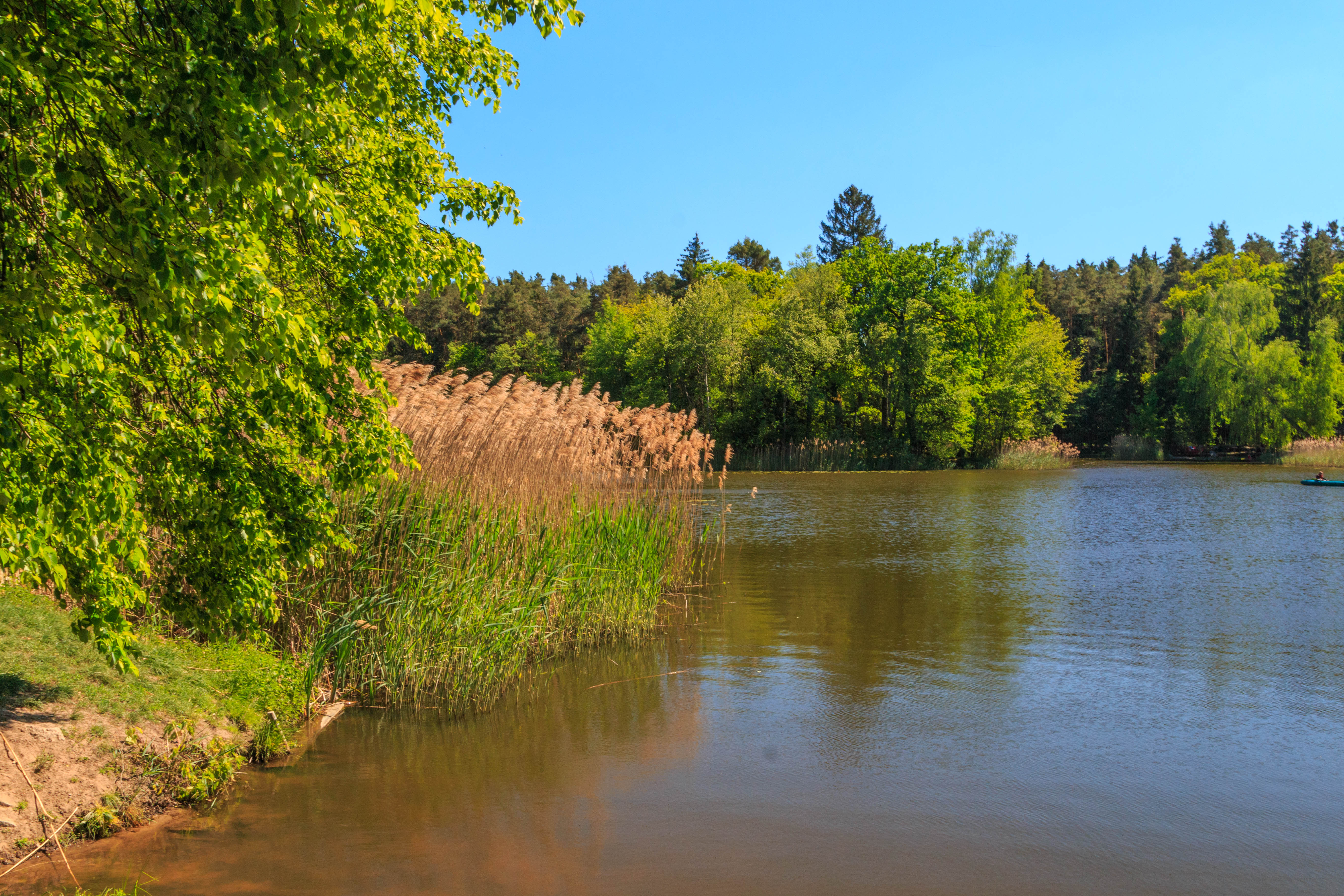
pohled na Mlýnský rybník u Bělečského mlýna
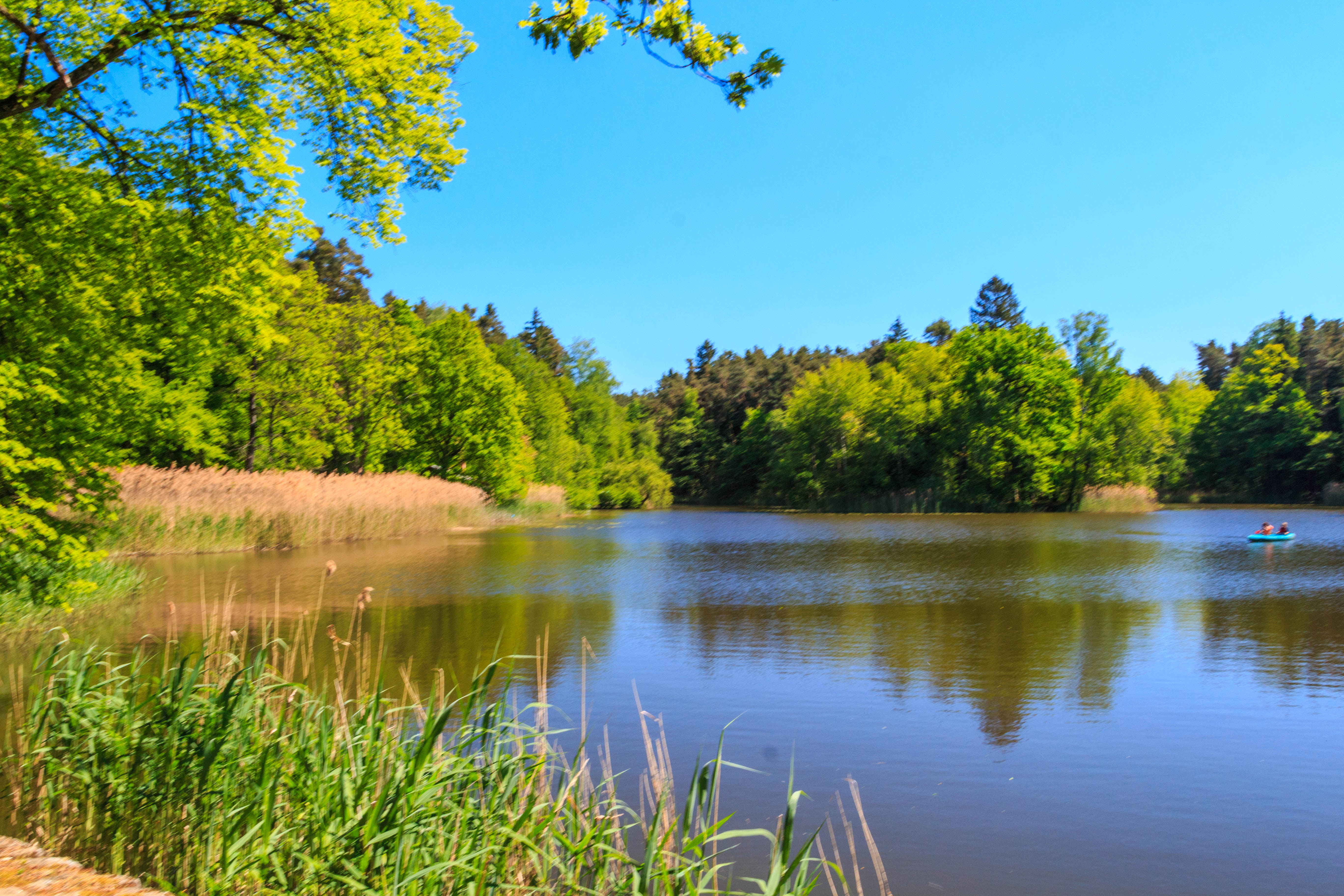
pohled na Mlýnský rybník u Bělečského mlýna
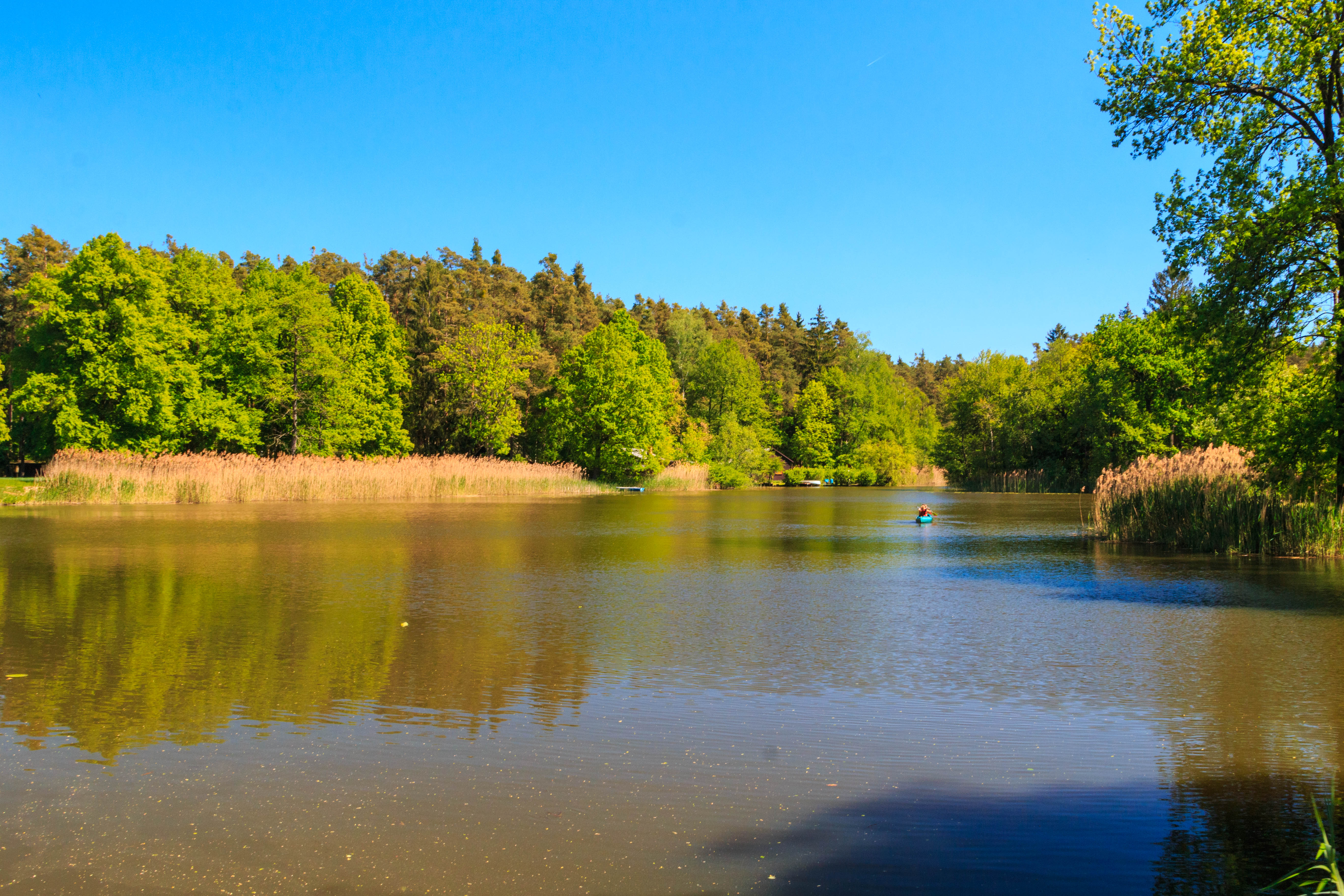
pohled na Mlýnský rybník u Bělečského mlýna